# Acrogomphus
Acrogomphus is een geslacht van libellen (Odonata) uit de familie van de rombouten (Gomphidae).

## Soorten
Acrogomphus omvat 7 soorten:
- Acrogomphus earnshawi (Fraser, 1924)
- Acrogomphus fraseri Laidlaw, 1925
- Acrogomphus jubilaris Lieftinck, 1964
- Acrogomphus malayanus Laidlaw, 1925
- Acrogomphus minor Laidlaw, 1931
- Acrogomphus naninus (Förster, 1905)
- Acrogomphus walshi Lieftinck, 1935